# Pier Gaetano Venino
Pier Gaetano Venino di Varenna (Milano, 23 marzo 1878 – Genova, 3 maggio 1955) è stato un dirigente d'azienda, banchiere e politico italiano.

## Biografia
Figlio del conte Giulio e della nobildonna Giuseppina Perego di Cremnago, laureato in giurisprudenza, nel 1909 fu tra i fondatori della casa cinematografica Milano Films, della quale fu presidente.
Dal 1910 al 1914 fu consigliere comunale e assessore al comune di Brenna. Nel 1915 fu eletto deputato suppletivo alla Camera della XXIV legislatura del Regno d'Italia nelle file del Partito Agrario nel collegio di Erba. Successivamente venne eletto anche alla XXVI nella circoscrizione di Como e alla XXVII Legislatura per la Lombardia con il Partito Liberale.
Dal 1912 al 1917 fu presidente del Pio Albergo Trivulzio e degli Orfanotrofi milanesi.
Nel 1921-22 fu sottosegretario del Ministero delle colonie guidato da Ivanoe Bonomi.
Nel 1925 aderì al Partito Nazionale Fascista, nelle cui file fu nominato Senatore del Regno alla XXVII Legislatura. Dal 1929 al 1943 fu membro di diverse commissioni parlamentari tra cui affari esteri ed economici.
Dal 1930 fu consigliere delegato dell'Università commerciale Luigi Bocconi di Milano.
Dal 1935 al 1945 fu presidente del Credito Italiano, e anni prima di altri istituti di credito minori. Nel corso della sua carriera di dirigente aziendale fu membro dei consigli di amministrazione di diverse società, tra cui del Cotonificio Lombardini e della Fassati.
Nel 1944 decadde dalla sua carica di senatore per l'imputazione di collaborazionismo fascista.